# Aéroport de Yaoundé-Ville
Ne doit pas être confondu avec Aéroport international de Yaoundé-Nsimalen.
L’aéroport de Yaoundé-Ville (code IATA : YAO • code OACI : FKKY) est l'ancien aéroport international de Yaoundé, la capitale du Cameroun, remplacé depuis par l'aéroport international de Nsimalen. 

## Histoire
C'est en 1937 que s'ouvre le premier terrain d'aviation de classe C de Yaoundé. 
Situé à 5 km au sud de la ville, sur la colline du village d'Ekunu à Mvog Belinga, la piste en latérite de 1 735 m est ouverte aux DC3 et en saison sèche aux DC4 (avions plus lourds) d'Air Afrique et Air Cameroun.
Plusieurs années plus tard, elle sera goudronnée.
À partir de 1963, un nouvel aéroport est construit, la piste à cette époque ne pouvant accueillir que des DC3, DC4 et DC6 devant être rallongée pour l'arrivée des Caravelles.
En février 1968, le nouveau terminal est inauguré par le Président Ahidjo.

## Aujourd'hui
Il se trouve en sud du centre-ville dans le quartier d'Ayéné et fut absorbé par la croissance urbaine de la capitale. Sa trop grande proximité avec les dépôts pétroliers de la SCDP (Société Camerounaise de Dépôts Pétroliers) entraina sa fermeture au trafic commercial. 
Il est désormais utilisé comme base aérienne BA101 par l'Armée de l'air camerounaise.

## Situation
| \| 100 km1:12 607 000 \| Garoua Maroua Ngaoundéré Yaoundé-Ville Yaoundé-Nsimalen Douala Bamenda Bafoussam Ngola Koutaba Kika Mvomeka'a |
| 100 km1:12 607 000 |